# Denis Vavilin
Bản mẫu:Eastern Slavic name
Denis Vladimirovich Vavilin (tiếng Nga: Денис Владимирович Вавилин; sinh ngày 4 tháng 7 năm 1982) là một cầu thủ bóng đá người Nga. Anh thi đấu cho F.K. Tambov.